# Dulce et decorum est pro patria mori

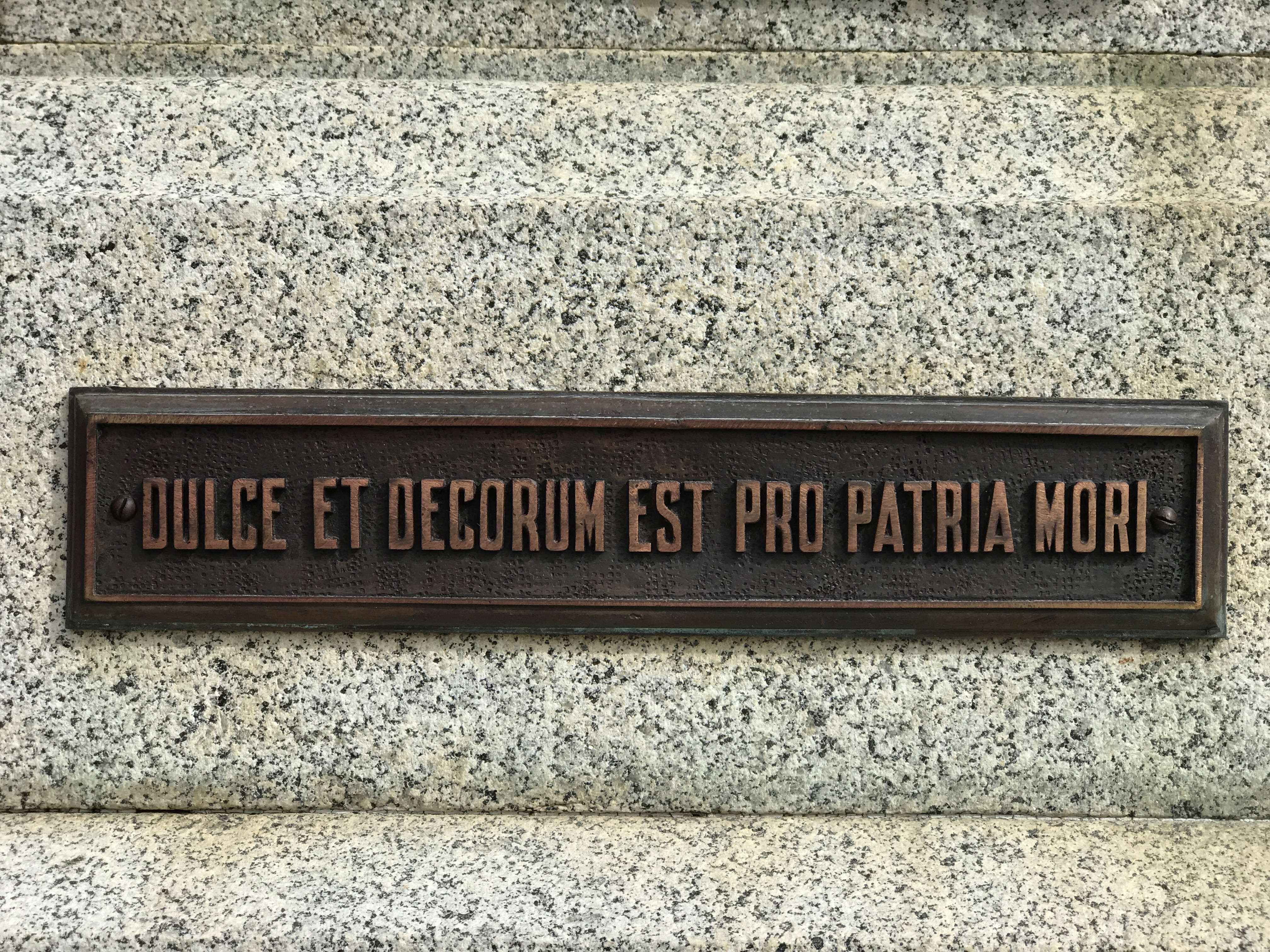
Placa con la frase inscrita en un monumento conmemorativo en Graceville, Queensland, Australia

Dulce et decorum est pro patria mori es una frase muy utilizada en la Roma Antigua que proviene de un poema lírico escrito por el poeta Horacio. Se traduce al español como: "Dulce y honorable es morir por la patria".
La frase ha tenido un uso común en diferentes circunstancias a lo largo de la historia moderna. Se dice que fue citada por Simon Fraser (11° Señor de Lovat) antes de su ejecución que fue llevada a cabo en Londres en 1747. Ha sido bastante citada en referencia al nacionalismo inglés durante el siglo XIX, particularmente durante la segunda guerra bóer. El poeta de guerra Wilfred Owen la usó de forma satírica en su poema titulado Dulce et Decorum Est que fue escrita durante la Primera Guerra Mundial. (Owen murió en batalla una semana antes del fin de la guerra en 1918).
Fue utilizada como una frase cliché en los brindis de los estudiantes del siglo XIX como: "Dulce et decorum est pro patria mori, sed dulcius pro patria vivere, et dulcissimum pro patria bibere. Ergo, bibamus pro salute patriae" que traducida al español reza: "Dulce y honorable es morir por la patria, pero es mucho más dulce vivir por ella y más aún beber por ella. Por lo tanto, brindemos a la salud de la patria". [cita requerida]

## Usos en el arte y la literatura
- Probablemente el uso modernos más común de la frase se encuentra en el poema "Dulce Et Decorum Est" escrito por el poeta británico Wilfred Owen durante la Primera Guerra Mundial. El poema de Owen describe un ataque con gas durante la Primera Guerra Mundial y fue uno de muchos poemas y escritos antiguerra que no fueron publicados hasta que la guerra terminó. Al final del poema, la frase de Horacio es descrita como "the old lie" o en español "la vieja mentira".[1] Se cree que irónicamente Owen tuvo la intención de dedicar el poema a Jessie Pope, un escritor popular que glorificaba la muerte y recrutaba "damas" que deseaba para "cargar y disparar" en poemas elementalmente patriotas como el titulado "The Call".
- El dramaturgo alemán Bertolt Brecht se refirió a la frase como "Zweckpropaganda" (propaganda barata para apoyar una causa) y señaló que "Es mucho más dulce y mucho más honorable vivir por la patria.".[cita requerida]
- El título de la historia corta "Dulcie and Decorum" del escritor Damon Knight es una presentación irónica de las tres primeras palabras de la frase; La historia es sobre computadoras que inducen a los humanos a matarse.
- La película Johnny Got His Gun termina con esta frase, junto a las estadísticas de bajas desde la Primera Guerra Mundial.
- En la película The King's man: el Origen El Duque de Oxford la cita en el funeral de su hijo, Conrad Oxford.
- En la película 'All Quiet on the Western Front' un maestro cita la frase mientras da su clase.
- Joss Stone compuso su canción "Governmentalist" inspirandose en este poema como crítica al gobierno estadounidense de Barack Obama durante la escalada de tropas en Irak en el año 2009.
- Tim O'Brien cita la frase en el libro If I Die in a Combat Zone, Box Me Up and Ship Me Home (Si muero en una zona de combate, métanme en una caja y envíenme a casa).
- René Goscinny usa la frase en el álbum de Astérix  El combate de los jefes, cuando uno de los legionarios romanos está siendo castigado por su superior.
- En la novela 'Lo que el viento se llevó' de Margaret Mitchell la tumba de los hermanos Tarleton contiene esa frase.
- Las últimas palabras atribuidas al héroe nacional israelí Yosef Trumpeldor se consideran que son derivadas de la frase de Horacio.
- Regina Spektor tiene una canción llamada "Dulce et decorum est pro patria mori."
- Es utilizada en la canción 'The Latin One0 del grupo 10,000 Maniac's.
- El Grupo británico Kasabian la utiliza al final del video de su canción "Empire"
- El grupo estadounidense Kamelot utiliza la frase en la canción "Memento Mori", perteneciente a su séptimo álbum, "The Black Halo"
- Fernando del Paso usa está frase en su libro Palinuro de México.

## Uso como lema y en inscripciones
- En el patio de honor del Primer Colegio Nacional Benemérito de la República de Nuestra Señora de Guadalupe, se erige un monumento con la frase: Decorum est pro patria mori. En memoria de los estudiantes y profesores que dieron su vida en la Guerra de Chile contra Perú por el Salitre.
- En la entrada frontal del Anfiteatro del Cementerio Nacional de Arlington.
- En el segundo monumento del Cementerio Confederado de Point Lookout, MD así como en el Cementerio Confederado del parque nacional Campo de Batalla Manassas.
- En el arco memorial en la entrada de Secundaria Otago, en Dunedin, Nueva Zelanda.
- En la Puerta del Conde, en Santo Domingo, República Dominicana.
- Es el lema de la ciudad de Dolores Hidalgo, Guanajuato.

Dulce et decorum est pro patria mori es también el lema de las siguientes organizaciones:
- La Academia Militar de la Armada Portuguesa ( )
- La Escuela Real de Gramática, Newcastle upon Tyne (lema oficial)
- El 103° Escruadrón de Reconocimiento de la Armada Real Holandesa
- El Periódico Star Tribune de Minneapolis, MN [cita requerida]
- El 10/27 Regimiento Real Australiano de la  Infantería Real Australiana utiliza como lema de unidad la frase "Pro Patria" que se deriva de la frase en latín y significa "Por la patria".
- La frase "Pro Patria" es el lema del clan Higgins o O'Huigan.

"Pro Patria" es también el lema de La Armada de Sri Lanka.
- De la Promoción 67 del Liceo Militar General San Martín de Argentina.
- De la promoción 84 de la Escuela Naval Militar de la Armada Boliviana.
- De la promoción 75 de la Academia General Militar.